# Poßruck
Der Poßruck (häufig auch Possruck geschrieben), slowenisch [Dravski] Kozjak oder Kobanci, Kobansko, ist ein Gebirgszug der Lavanttaler oder Norischen Alpen entlang der Grenze zwischen dem österreichischen Bundesland Steiermark und Slowenien.

## Topographie

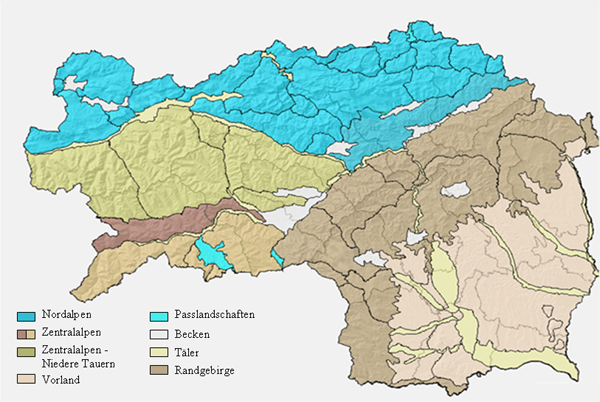
Der Poßruck am Südrand der Steiermark, Teil des Steirischen Randgebirgs

Der Poßruck wird begrenzt im Süden von der Drau (slowenisch Drava), im Westen vom Radlpass (Radelj), im Norden vom Saggautal, während er im Osten bei Leutschach in die Windischen Bühel (slowenisch Slovenske Gorice) übergeht. Im Allgemeinen wird der Talzug der beiden Pößnitzbachtäler Pößnitzbach – Pößnitz (Pesnica) als Grenze gesehen, sodass Maribor (Marburg) am Südwesteck des Poßruck liegt, obschon dieser östliche Teil schon ein Hügelland ist, das den Windischen Büheln gleicht und ihnen auch teilweise bereits zugerechnet wird. Auch die Nordabdachung ist noch hügelig, sodass die amtlich verwendete Landschaftsgliederung der Steiermark nur den Kammbereich zum alpinen Poßruck rechnet, die abdachenden Riedel und Tälchen zwischen Eibiswald und Arnfels schon zum Weststeirischen Riedelland. In Slowenien ist es üblich, den Kozjak vom Radelj noch weiter westwärts zu sehen, und man gibt meist die Mučka Bistrica (Feistritz) bei Muta als Westgrenze. Das folgt der historischen Entwicklung, bei Muta befand sich bereits 1192 eine Mautstelle zwischen dem Herzogtum Kärnten und der östlicheren Mark an der Drau.
Die Landschaftsgliederung der Steiermark und die Internationale vereinheitlichte orographische Einteilung der Alpen (SOIUSA/IVOEA) rechnen den Bergzug zum Steirischen Randgebirge.
Die Alpenvereinseinteilung der Ostalpen zählt ihn zu den Lavanttaler Alpen, an deren Südende an der Koralpe er sich ostwärts wendet. Die Einteilung Naturgeographische Regionen und Subregionen von Slowenien (Naravnogeografske regije in podregije Slovenije) gibt den Kozjak mitsamt Košenjak (Hühnerkogel), der in Österreich üblicherweise zur Koralpe gehört, bereits zum Poßruck und stellt ihn schon zum Predalpsko hribovje (Voralpinen Hügelland).
Im Westen wird der Poßruck nach dem Pass auch Radlkamm, Radlberg oder Radlgebirge genannt, östlich anschließend Remschniggebirge. Den westlichen Hauptteil bezeichnet man im slowenischen als Kobansko (und abgeleitet den ganzen Poßruck auch Kobanci). In Unterscheidung zu anderen Berglagen spricht man auch von Dravski Kozjak (‚Drauer‘ Kozjak), der Kozjak im eigentlichen Sinne ist ein 823 m hoher Vorberg an der Drau.

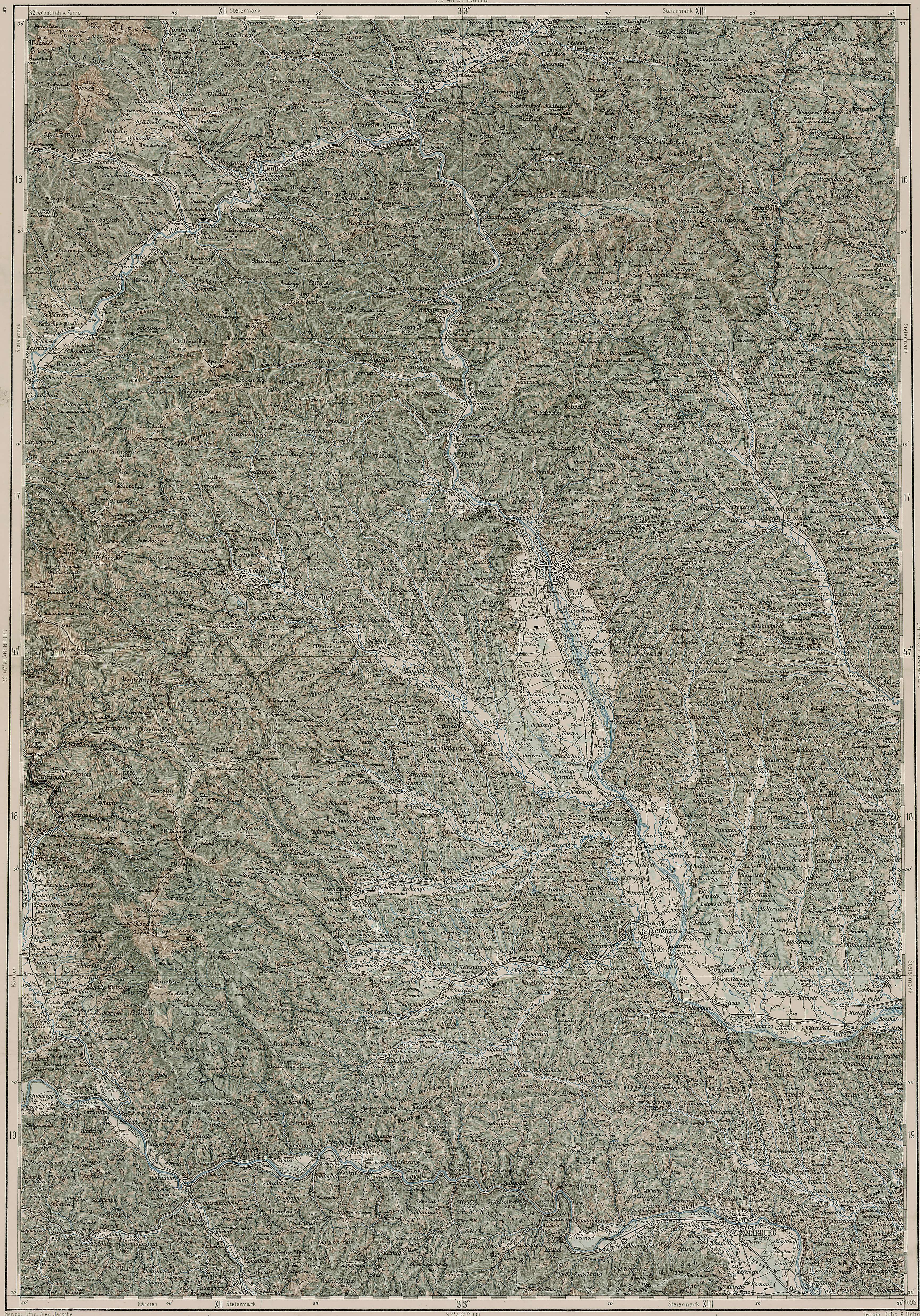
Der Poßruck und die Windischen Bühel in der Generalkarte von Mitteleuropa, Blatt 33°47° Graz (unten), 1893.

Der Bergrücken erreicht am Klementkogel (Kapaunerkogel, slowenisch Kapunar) über dem Radlpass eine Höhe von 1052 m ü. A. Der Remschnigg (Remšnik) ist schon ein Mittelgebirgszug mit 796 m ü. A. Am Pass beim Osterberg (Ostri vrh, Heiligengeist) liegt schon in Slowenien der 985 m hohe Kolarjev vrh. Den flachen Ostteil dominiert der 597 m. i. J. hohe Urban-Berg bei Marburg.
Der Hauptkamm des Poßrucks bildet die Wasserscheide zwischen Mur und Drau sowie großteils auch die Staatsgrenze. Die Staatsgrenze folgt im Wesentlichen der Grenze zwischen den historischen Bezirken Leibnitz und Marburg sowie Deutschlandsberg und Windischgraz, die in den Blättern der damals aktuellen Landesaufnahme dokumentiert ist. Abweichungen davon sind darauf zurückzuführen, dass bei der Vermarkung der Staatsgrenze nach dem Vertrag von Saint-Germain 1919/20 von den Mitgliedern der Grenzziehungskommission teilweise auf Bitten der direkt auf dem Kamm wohnenden Bauern Rücksicht genommen wurde und die Gehöfte dementsprechend entweder dem SHS-Staat oder Österreich zugeschlagen wurden. Etwa 10 Kilometer nordöstlich von Marburg knickt die Grenze dann aber nordostwärts und läuft in die Windischen Bühel und Richtung Spielfeld. Beim Osterberg liegt auch der südlichste Punkt der Steiermark (Grenzstein 314).

## Geologie
Der Poßruck ist ein Mittelgebirge mit einer komplizierten Kombination aus Kristallin sowie paläozoischen und tertiären Sedimentgesteinen. Seine Geologie ist eingehend untersucht.

## Verkehr und Tourismus
Über die Grenze zwischen der österreichischen West- und der slowenischen Untersteiermark führen im Poßruckgebiet die Radlpass Straße B76 über den Radlpass/Radelj (im Westen) und mehrere Landes- und Gemeindestraßen wie z. B. von Langegg nach Jurij (im Osten), von Großwalz zur Kirche zum Heiligen Geist am Osterberg, von Großradl nach St. Pankratzen/Sveti Pankraciji, von Oberhaag nach Remšnik (Remschnig), von Arnfels nach Kapla (Kappel) und von Schloßberg nach Gradišče (Schlossberg).
Da Slowenien Teilnehmer am Schengener Abkommen ist, finden seit 21. Dezember 2007 keine Grenzkontrollen mehr statt. Einige kleinere Straßenpässe sind aber teils nur tagsüber geöffnet, und nur für den kleinen Grenzverkehr (Ortsbesuche und Sehenswürdigkeiten; Besuchergruppen bis 30 Personen), die sonstige Grenze ist nur im alpinen Touristenverkehr auf in der Natur markierten Wegen zu überschreiten.
Der Poßruck wird von drei österreichischen Weitwanderwegen berührt:
- Südalpenweg (Weg 03): durchquert den Poßruck der Länge nach, wobei der Weg immer in der Nähe der Staatsgrenze verläuft
- Nord-Süd-Weitwanderweg (Weg 05): endet in Eibiswald
- Mariazeller Weg (Weg 06): streift das Gebiet im Bereich von Eibiswald

Durch die Nähe zu einigen südsteirischen Weinbauorten (südsteirische Weinstraße) ergibt sich ein reger Ausflugstourismus. Im Osten lockt auch die Heiligengeistklamm bei Leutschach Wanderer und Ausflügler an.

## Historische Landkarten zum Poßruck und zum Verlauf der Grenzen
Die Bezirksgrenzen sind in den Aufnahmeblättern als fett punktierte Linien ••••, die Gemeindegrenzen als –•••–••• (dünn gezeichnet, nicht immer gut erkennbar) dargestellt. Diese Grenzen beruhen oft auf den Grenzen der Grundherrschaften vor der Neuorganisation der Gemeinden um 1850.

Der Poßruck in historischen Darstellungen (Aufnahmeblätter 1:25.000 der Landesaufnahme um 1879 usw.)
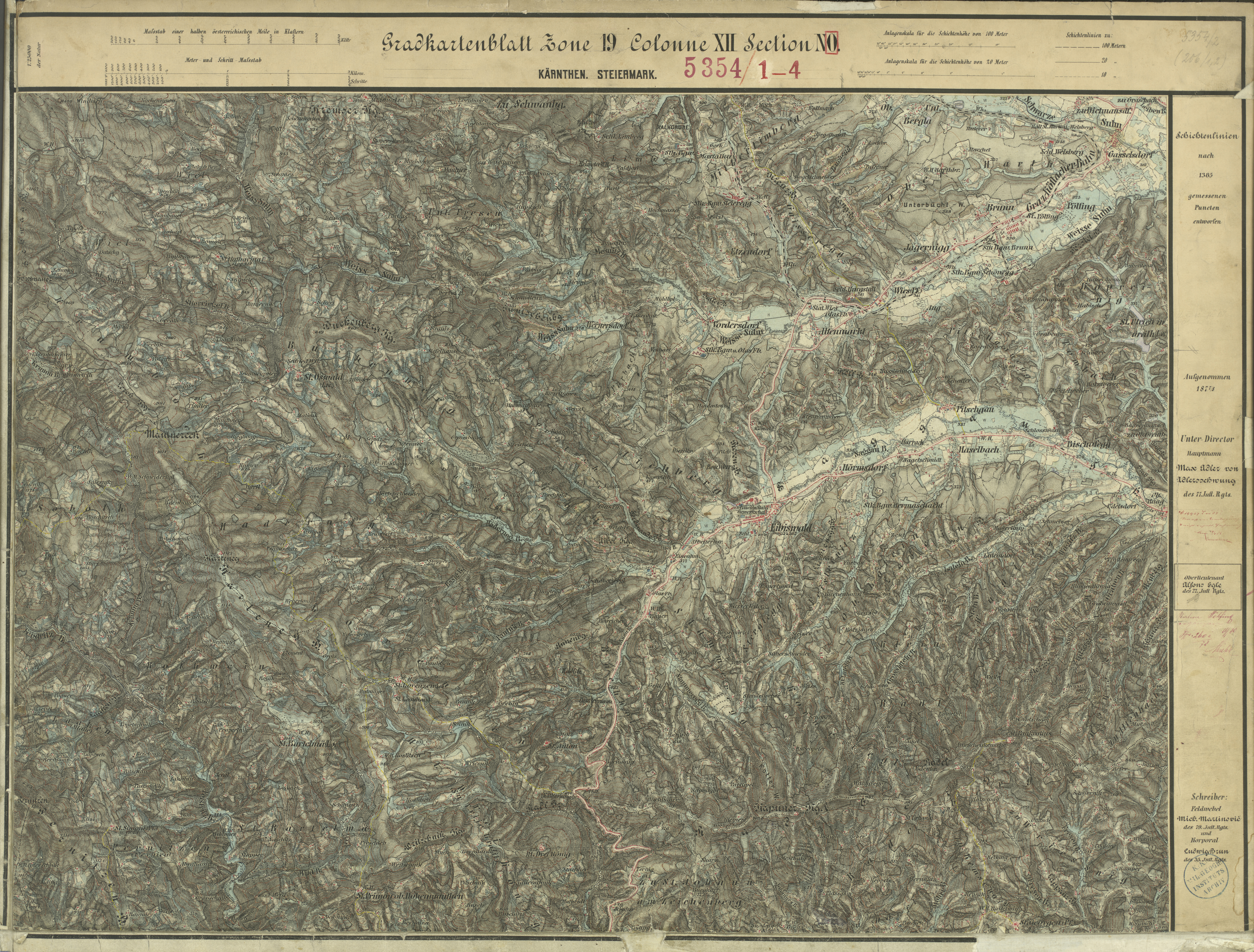
Soboth, Aibl, Radlpass, Großradl im Bezirk Deutschlandsberg
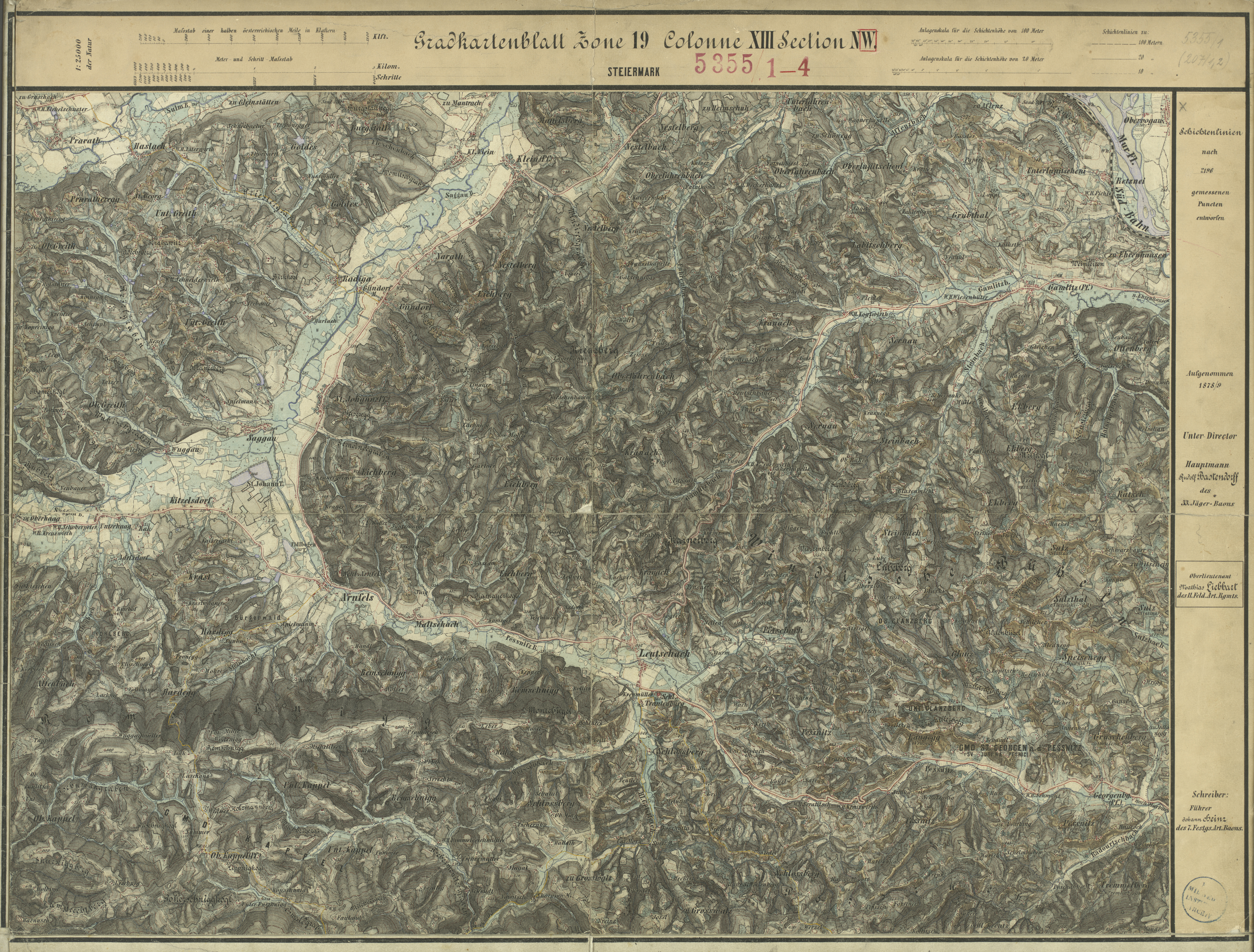
Oberhaag, Schlossberg im Bezirk Leibnitz
Mahrenberg im Drautal im Süden des Radlpasses
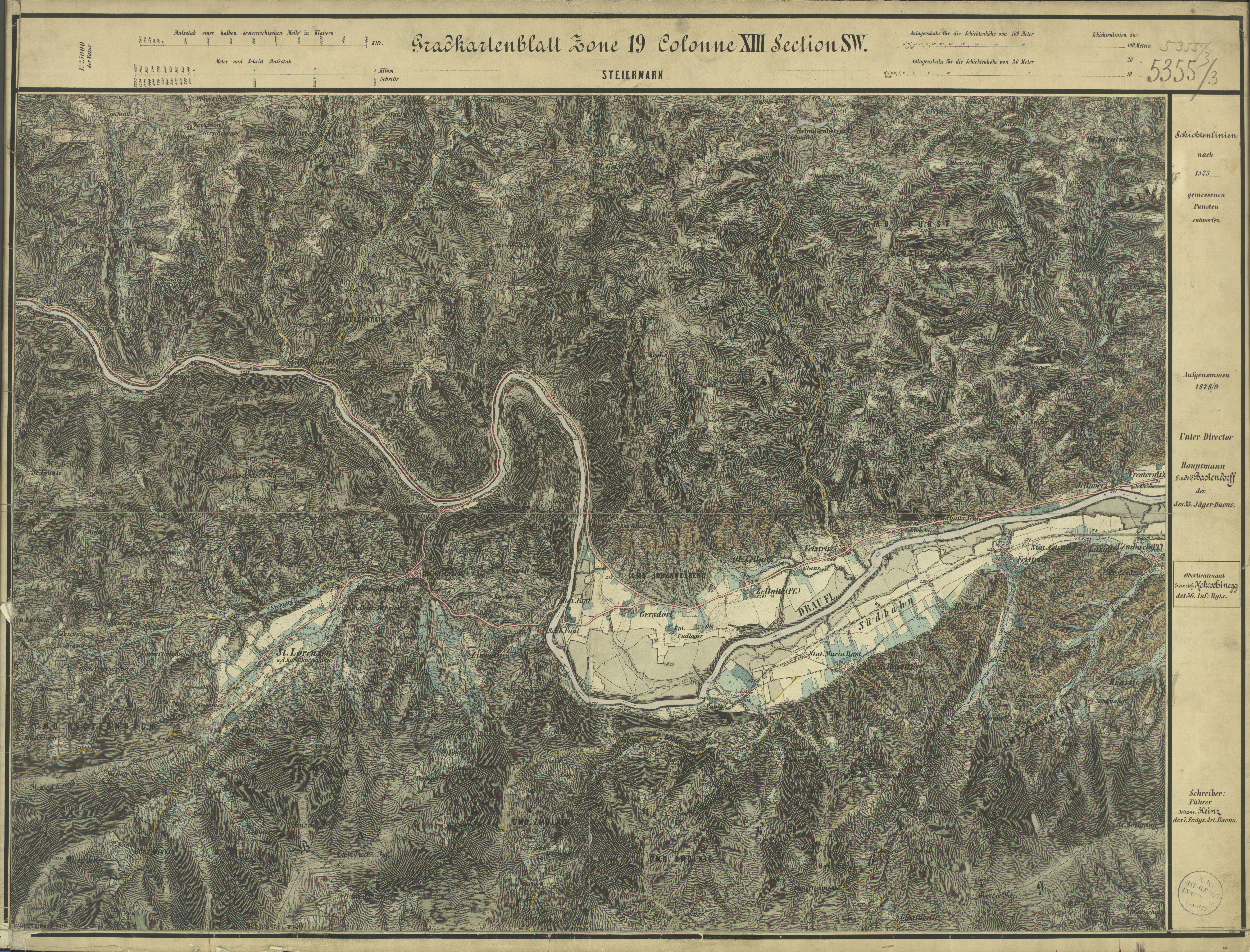
Das Drautal südlich von Oberhaag und Schlossberg, 1879
Österreichische Geologische Karte, um 1930
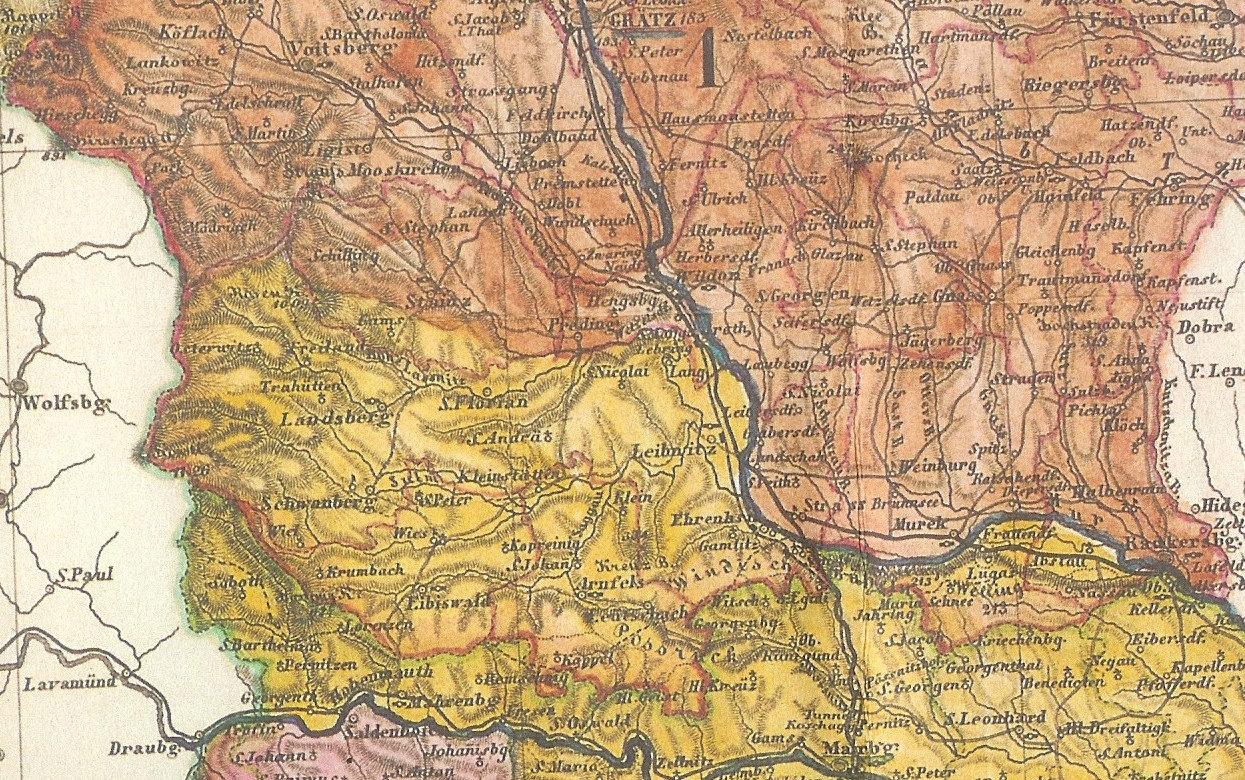
Die Grenze zwischen dem Marburger Kreis (gelb) und dem Grazer Kreis (rotbraun) verlief nicht immer auf dem Poßruck, sie wurde zwischen 1748 und 1850 mehrfach nach Süden verlegt.
Das „Gebirg Posruck“ im Nordwesten des damaligen Marburg, Ende des 18. Jahrhunderts.